# Von Chavanne
Von Chavanne is een geslacht afkomstig uit de Haute-Savoie en waarvan leden sinds 1848 tot de Oostenrijkse adel behoren.

## Geschiedenis
De stamreeks begint met de koopman Joseph Chavanne (1697-?) die in Chambéry werd geboren. Zijn zoon vestigde zich in Charleroi waar ook diens kleinzoon Jean François Joseph in 1762 werd geboren. Twee achterkleinzonen werden bij Allerhoogste Besluit van respectievelijk 14 november 1848 en van 21 september 1871 verheven in de Oostenrijkse adelstand met de titel "Edler von".

## Enkele telgen
Jean François Chavanne (1762-1845)
- Franz Norbert Josef Edler von Chavanne (1802-1872), veldmaarschalk, verhevn in 1848; trouwde in 1832 met Theresia Freiïn von Schimmelpfennig genannt von der Oye (1800-1838) en in 1840 met Eleonore Freiin von Wober (1814-1875)
  - Anton Edler von Chavanne-Wober (1841-1908), generaal-majoor, voerde de naam von Chavanne-Wober na adoptie in 1871 door zijn tante Antonia Freiin von Wober (†1895)
- Joseph Ludwig Edler von Chavanne (1806-1887), majoor, verheven in 1871
  - Rudolf Edler von Chavanne (1850-1936), generaal der infanterie